# Karel Pott
Karel Pott (20 de agosto de 1904 – 16 de dezembro de 1953) foi um velocista português. Ele competiu nos 100 metros masculinos nos Jogos Olímpicos de Verão de 1924.